# Самбенедеттезе
«Самбенедеттезе» (итал. Società Sportiva Sambenedettese a r.l.) — итальянский футбольный клуб из коммуны Сан-Бенедетто-дель-Тронто (регион Марке, провинция Асколи-Пичено), выступающий в Серии D. Основан в 1923 году. Домашние матчи проводит на стадионе «Ривьера-делле-Пальме» в Сан-Бенедетто-дель-Тронто, вмещающем 13 708 зрителей. За свою историю клуб пережил 4 реорганизации. СМИ и болельщики часто называют команду сокращённо — Samb или Samba. За свою историю клуб трижды выходил в Серию B, где провёл в общей сложности 21 сезон.

## История

### Происхождение
4 апреля 1923 года в результате слияния трёх команд из Сан-Бенедетто-дель-Тронто (Fortitudo, Serenissima и Forza e Coraggio) был основан футбольный клуб U.S. Sambenedettese, чьими цветами стали зелёный и белый. Первые три года команда не участвовала в турнирах ИФФ, так как не имела своего игрового поля. Только в 1926 году у неё появился свой стадион на площади Кампо-Сан-Джованни Баттиста и клуб присоединился к чемпионату третьего дивизиона региона Марке (итал. Terza Divisione Marche). Президентом клуба в то время был Людовико Джованнетти. Через несколько месяцев в команде произошёл раскол и часть игроков перешли в другое спортивное общество, Torrione. В 1928 году клуб сменил свои цвета на красный и синий, которые также стали цветами герба. Эти цвета с тех пор не менялись. Ведущими игроками «Самбенедеттезе» в 1930-х годах были нападающий Томмазо Маркеджани по прозвищу Massì (итал. Tommaso Marchegiani, Massì) и вратарь Пьетро Косиньяни (итал. Pietro Cosignani). В 1931 году была открыта спортивная арена «Littorio», которую в 1944 году посвятили памяти Маркеджани, умершего от раны во время войны.
В сезоне 1946/1947 годов «Самбенедеттезе» на заключительном этапе почти вышел в Серию B, в итоге пропустив вперёд клуб «Мачератезе» (Мачерата). В период с 1945 по 1947 год за клуб выступал нападающий Луиджи Траини, лучший бомбардир за всю историю «Самбенедеттезе». Всего за два года он сыграл 47 матчей, записав на свой счёт 53 гола, в том числе во втором и последнем сезоне за клуб из Сан-Бенедетто-дель-Тронто, забив 32 мяча в 24 играх, что является рекордом. По окончании сезона Траини перешёл в клуб «Алессандрия». В сезоне 1947/1948 годов «Самбенедеттезе» под руководством нового играющего тренера Альфредо Нотти вновь финишировал на втором месте позади «Мачератезе», впрочем, на этот раз и такого успеха хватило, чтобы получить пропуск в серию C на следующий год.
В период с сезона 1945/1946 и до 1993/1994 «Самбенедеттезе» играет в сериях B (21 сезон) и C (39 сезонов), за исключением сезона 1990/1991 годов.

### От 1950-х до 1970-х
В сезоне 1955/1956 годов «Самбенедеттезе» сумел выйти из Серии C в Серию B. С 61 забитым мячом клуб стал лучшим в атаке в турнире. Президентом на тот момент был Доменико Ронкароло, отличившийся своей идеей обратиться за финансовой помощью к местным рыбакам), тренировал команду Бруно Бьяджини, капитан был Альберто Астрачели.
После четырёх не особо удачных сезонов в чемпионат 1960/1961 годов «Самбенедеттезе» завершил на 7-м месте. В том же году команда бросила вызов итальянских чемпионам из «Ювентуса» в 1/8 финала Кубка Италии, но проиграла со счётом 1:4. В следующем сезоне «Самбенедеттезе» спасся от вылета из Серии B в последний момент, но не смог повторить это спасение в сезоне 1962/1963, перейдя в Серию C. Несколько игроков клуба в эти годы переходят в Серию А: вратарь Франко Саттоло в «Сампдорию», полузащитник Джампаоло Меникелли в «Парму», защитник Джанфранко Гарбулья в «Лацио», защитник Эдмондо Лоренцини в «Болонью», вратарь Энцо Маттеуччи в «Интер». Одним из ведущих игроков клуба в период с 1956 по 1964 год был полузащитник Анджело Буратти, 238 игр и 35 голов.
С 1963 года и в течение десяти лет «Самбенедеттезе» непрерывно играет в группах В и С Серии C, регулярно входя в число самых сильных команд, но так и не сумев добиться возвращения в Серию B. В 1965 году, во время дерби с «Асколи», нападающий «Самбенедеттезе» Алфиеро Капошиутти непреднамеренно столкнулся с вратарем соперников Роберто Струлли, нанеся ему травму от которой тот позже скончался. В сезоне 1965/1966 годов в клуб приходит молодой полузащитник Франко Каузио, позднее выигравший шесть чемпионатов Италии в составе «Ювентуса». В эти годы начинается традиция великих вратарей «Самбенедеттезе». Поиграв за клуб из Сан-Бенедетто-дель-Тронто в Серию А перешли такие известные голкиперы как Роберто Танкреди («Ювентус»), Микеланджело Сульфаро («Лацио»), Массимо Мильорини («Тернана»).
В чемпионате 1973/1974 годов «Самбенедеттезе» во второй раз в своей истории вышел в Серию B, одержав 22 победы и на 9 очков опередив финишировавший вторым «Римини». Тренером команды был Марино Бергамаско, а президент Никола Дизидори, которого вскоре сменил Ардуино Кайони, возглавлявший клуб до сезона 1980/1981.
Второй для «Самбенедеттезе» цикл в Серии B продолжался до 1980 года. Ведущими в этот период игроками были нападающие Франческо Кименти и Грегорио Базилико, полузащитники Маурицио Симонато, Никола Рипа, Анджело Кастронаро и Джузеппе Вала.
В 1975 году «Самбенедеттезе» вновь в розыгрыше Кубка Италии встретился с «Ювентусом», сумев свести матч против итальянских чемпионов вничью 2:2. Среди ведущих игроков команды можно выделить полузащитника Франко Коломба и Франческо Гвидолина. В чемпионате 1977/1978 годов «Самбенедеттезе» мог выйти в Серию А, но в решающем матче не смог обыграть «Сампдорию» Марино Бергамаско (0:0).
В Кубок Италии 1977 года «Самбенедеттезе» победил в гостях «Верону» с необычным счётом 5:3. Через год тренер Никола Трибуяни заменён на Лауро Тонеатто. В сезоне 1979/1980 команду возглавил Пьетро Марозо, при котором клуб вылетел в Серию С1. Среди ведущих игроков можно отметить молодого вратаря Стефано Таккони (позже «Ювентус») и полузащитника Антонио Сабато (позднее «Интер» и «Торино»).

### Восьмидесятые
По ходу сезона 1980/1981 годов президент Ардуино Кайони передал эстафету Ферруччо Дзоболетти. Тренером стал Недо Сонетти, который в первый же год вывел команду в Серию B. «Самбенедеттезе» набрал в том сезоне 44 очка. Среди главных героев того сезона были молодой голкипер Вальтер Дзенга, игравший за клуб на правах аренды, и полузащитник Луиджи Каньи. Конец удачного сезона был омрачён трагедией в последнем матче против клуба «Матера» из одноимённого города. Болельщики «Самбенедеттезе», желая отпраздновать выход в Серию B, стали жечь газеты на Южной трибуне стадиона Fratelli Ballarin. В результате начавшегося пожара пострадало около 100 человек, в том числе, 13 серьёзно, две девочки скончались. После этой трагедии было решено создать новый стадион, адаптированный к современным стандартам безопасности.
Сезон 1981/1982 годов, первый после возвращения в Серию B, «Самбенедеттезе» под руководством Сонетти завершил на 8-м месте. Сезон 1982/1983 команда открыла ничьей 2:2 в гостях против «Милана», который за год до этого был во второй раз понижен до Серию B.
В сезоне 1983/1984 Недо Сонетти покидает «Самбенедеттезе», новым тренером стал Роберто Клаглуна, под руководством которого команда смогла победить в Кубке Италии «Интер». Но в целом, сезон оказался для клуба неудачным, спастись от вылета удалось лишь в предпоследнем туре, сведя вничью домашний матч против «Пистойезе», которая наоборот, потеряв очки с вылетела в Серию С1. Некоторые фотографии этой встречи, в том числе празднование поклонников «Самбенедеттезе», затем использовались при съёмках итальянской комедии 1984 года «Футбольный тренер». Сезон 1984/1985 годов стал последним который «Самбенедеттезе» провёл на стадионе Fratelli Ballarin. Среди футболистов можно отметить нападающего Стефано Боргоново, полузащитников Тициано Манфрина, Франческо Туррини и Гвидо Ди Фабио, защитников Стефано Маккоппи и Луиджи Каньи, капитана команды.
13 августа 1985 года в Сан-Бенедетто-дель-Тронто открылся новый стадион «Ривьера-делле-Пальме», способный вместить около 25 тысяч зрителей с возможностью расширения в дальнейшем. Сезон 1985/1986 стал последним когда «Самбенедеттезе» смог сыграть со своими соседями из Асколи-Пичено, .
В сезоне 1986/1987 годов «Самбенедеттезе» спасся от вылета лишь в последнем туре, выиграв со счётом 4-3 в Бари. Тренером по прежнему оставался Клаглуна. Этот сезон стал последним в карьере Франко Сельваджи, чемпиона мира 1982 года. Команду покинул её многолетний лидер Луиджи Каньи, рекордсмен клуба по количеству матчей в Серии B. В сезоне 1987/1988 годов «Самбенедеттезе» тренировал Анджело Доменгини, завоевав ещё одно спасение. В следующем сезоне, 1988/1989 он покинул команду и её возглавил Энцо Риккомини, который не смог избежать вылета в Серию C1. Среди ведущих игроков выделялись защитник Лука Маркато, полузащитник Аладино Валоти и вратарь Адриано Бонайути.
Сезон 1989/1990 завершился вторым подряд вылетом «Самбенедеттезе», на этот раз в Серии С2.

### Девяностые
В сезоне 1990/1991 годов новым президентом «Самбенедеттезе» стал предприниматель из Тревизо Антонио Вентурато, тренером — Джорджо Руминьяни. Клуб занял второе место, уступив только «Кьети», и получил право на возвращение в Серию С1, в которой «Самбенедеттезе» отыграл три сезона. Среди игроков клуба в эти годы можно выделить Морено Сольфрини, Паскуале Минути, Дженнаро Грилло, Оттавио Палладино, Джузеппе Манари, Тициано Де Патре, а также вратарей Стефано Виси и Антонио Кименти. В сезоне 1991/1992 годов «Самбенедеттезе» выиграл Кубок Серии C, победив «Сиену». В сезоне 1992/1993 годов, в котором команда впервые провела в группе А, за неё играли Клаудио Тобия, Збигнев Бонек и новичок Иво Якони.
В это время во всей своей драме проявляются экономические трудности клуба. Решение об участии в чемпионате Серии C1 сезона 1993/1994 годов было принято буквально в последние дни благодаря гарантиям нового мэра Сан-Бенедетто-дель-Тронто Паоло Пераццоли и местных предпринимателей Джанкарло Аманте, Наццарено Торквати и Франческо Асколани. Новым тренером стал Диего Ди Феличиантонио. Команда, даже не получая зарплату, боролась за призовые места в турнирной таблице, когда неожиданно президент «Самбенедеттезе» Вентурато разорвал все отношения с мэром Пераццоли и группой предпринимателей, которые гарантировали выплату зарплат игроков. В результате, хотя команда и смогла спастись от вылета, но позже была вынуждена в силу неблагополучной бюджетной ситуации отказаться от участия в чемпионате Профессиональной лиги 1994/1995 годов, заявившись для участия в турнире региона Марко. Позже президент Вентурато и вовсе покинул клуб, поставив под угрозу его дальнейшее существование.
Судьбу «Самбенедеттезе» в свои руки взяла группа местных бизнесменов, вдохновлённых мэром Пераццоли. Была создана компания Sportinvest SpA во главе с Наццарено Торквати. Благодаря им команда сумела выиграть региональный чемпионат сезона 1994/1995 годов.
После банкротства Sambenedettese SpA всего за несколько дней до начала сезона формируется новая структура, A.S. Sambenedettese Calcio, во главе с президентом Раньеро Якопони. Благодаря усилиям Торквати, Аманте и Эмилио Скартоцци, которые взяли на себя старые долги клуба, «Самбенедеттезе» возвращается на национальный уровень, заявившись в Национальную любительскую лигу. Задержка с оформлением документов не позволила команде оптимально подготовиться и в чемпионате 1995/96 годов, первом в Серии D, ей приходится спасаться от вылета, что и было достигнуто благодаря усилиям президента Рокко Санникандро и тренера Бруно Пиччони.
Сезон 1996/1997 годов клуб провёл в верхней части турнирной таблицы, но в финале уступил клубу тюремной полиции «Астрея» из Рима. В ноябре 1996 года A.S. Sambenedettese Calcio реорганизовано в Sambenedettese Calcio srl во главе с президентом Аманте и вице-президентами Торквати и Скартоцци. Компания в августе 1997 года, перед началом сезона, провела на стадионе «Ривьера-делле-Пальме» международный товарищеский матч «Ювентус» — «Бавария», собравший более двадцати трёх тысяч зрителей. В следующем году состоялись сразу две летние товарищеские игры: «Милан» — «Сельта» и «Ювентус» — «Эспаньол».
В сезонах 1997/1998, 1998/1999 и 1999/2000 годов «Самбенедеттезе», возглавляемый Аманте, а затем братьями Кауччи, вёл борьбу за продвижение в Серию C2, но так и не смог занять первое место. В эти годы команду по очереди руководили тренеры Альдо Аммаццалорсо, Массимо Сильва и Руджеро Каннито.

### Двухтысячные
Летом 2000 года «Самбенедеттезе» приобрёл Лучано Гауччи, владелец клуба «Перуджа». Вскоре команду возглавил тренер Джованни Мэй. Чемпионат 2000/2001 Серии D клуб выиграл с большим преимуществом. Важную роль в успехе сыграли нападающий Фабрицио Ферманелли, защитник Стефано Колантуоно и вернувшийся вратарь Стефано Виси.
В сезоне 2001/2002 годов «Самбенедеттезе» выступал в группе B Серии C2. Этот сезон долгое время шёл не очень удачно для клуба, но, затем команду возглавил Колантуоно, завершивший карьеру игрока. Под его руководством «Самбенедеттезе» одержал 9 побед подряд и сумел занять 5-е место, выйдя в плей-офф. Обыграв в полуфинале «Римини», а в финале «Брешелло», клуб заслужил продвижение в Серию С1. Среди главных героев сезона были нападающий Андреа Сончин, разыгрывающий Антонио «Тото» Кринити и полузащитник Дженнаро Дельвеккио.
Так как у Колантуоно не было тренерской лицензии второй категории, дающую право тренировать клубы Серии C1, то в сезоне 2002/2003 годов к нему присоединился Габриеле Матрицциани. Вдвоём они руководили командой в чемпионате Серия C1 (группа B). Также в команду пришёл спортивный директор Гвидо Анджелоцци. Заняв 5-е место, «Самбенедеттезе» вышел в плей-офф, где уступил «Пескаре».
В чемпионате Серия C1 (группа B) 2003/2004 годов Лучано Гауччи стал постепенно дистанцироваться от «Самбенедеттезе», фактически передав руководство клуба сыну Алессандро. Новым тренером стал Сауро Триллини. В январе Гауччи забрал у «Самбенедеттезе» лучших бомбардиров Франческо Зербини и Габриеле Скандурра, переведя их в свои другие команды, «Перуджу» и «Катания». Их заменил Костантино Борнео из «Пезаро», ставший лучшим бомбардиром. По ходу сезона Триллини сменил Сальваторе Вулло. В результате, клуб финишировал на 7-м месте, оставшись без плей-офф. После этого, Гауччи решил расстаться с «Самбенедеттезе». Переговоры продолжались всё лета и 29 августа 2004 года клуб перешёл в собственность консорциума во главе с Умберто Мастелларини и Винченцо Д’Ипполито.
Затянувшиеся переговоры не дали провести нормальную трансферную кампанию, лишь за сутки до закрытия летнего трансферного окна были приобретены пять игроков. Новым тренером стал Давиде Баллардини, до этого работавший только с молодёжными командами. Под его руководством «Самбенедеттезе» занял 4-е место и вышел в плей-офф, где уступил «Наполи».
Лето 2005 года для «Самбенедеттезе» также оказалось тревожным. Д’Ипполито покинул клуб, а Мастелларини занимался поиском новых покупателей. Тренер, нанятый ещё Д’Ипполито, ушёл в отставку, после чего команду возглавил Джузеппе Гальдеризи, а спортивным директором стал Джузеппе Доссена. Клуб по прежнему испытывал финансовые затруднения. Хорошо начав сезон 2005/2006 годов в группе А Серии C1, команда затем оказалась в кризисе. Гальдеризи был заменён Лучано Дзеккини, бывший тренер «Терамо», что не улучшило положение «Самбенедеттезе». В декабре Мастелларини и его партнёр Патерна, также владевший «Пескарой», достигли соглашения о продаже клуба Альберто Сольдини из Рима, одним из пунктов которого предусматривал продажу форварда Марко Мартини в «Пескару».
Новый владелец пошёл на обновление клуба. Главным тренером стал Джузеппе Джаннини, его помощником был назначен Роберто Пруццо, спортивным директором стал Карло Колачиоппо. Команду покинули сразу 13 игроков, на замену которым пригласили 15 новых футболистов. Масштабное обновление не пошло на пользу «Самбенедеттезе», к февралю клуб опустился на предпоследнее место. Джаннини, Пруццо и Колачиоппо были уволены, а команду возглавил Франческо Кименти. Впрочем, он не задержался в клубе, вскоре покинув его из-за невыполненных обещаний президента Сольдини. Вместе с ним ушли технический директор Ремо Крочи и помощник тренера Луиджи Вольтатторни. В результате, «Самбенедеттезе» остался и без тренера и без заработной платы. Тем не менее, под руководством своих игроков, защитников Джанлуки Колонелло и Джанлуки Дзанетти, а затем присоединившимся к ним тренеров молодёжного состава Вольтатторни и Дзайни, команда добивается хороших результатов. На помощь пришли и болельщики, оказав «Самбенедеттезе» финансовую помощь. В результате, клуб сумел спастись от вылета из Серии C1. В июне 2006 года новыми владельцами «Самбенедеттезе» стали братья Торменти, которые взяли на себя долги клуба и заявили его для участия в чемпионате Серии C1 2006/2007 годов. Тогджа же общество S.S. Sambenedettese Calcio было реорганизовано в новую компанию с тем же названием (P.IVA 01702690445).
Сезон 2006/2007 годов «Самбенедеттезе» начал под руководством Алессандро Калори. Но неудачный старт (одно очко и последнее место после 5 туров) привели к замене тренера на Гуидо Уголотти. В результате, команда смогла финишировать на 8-м месте.
Лето 2007 года ознаменовалось для «Самбенедеттезе» большими кадровыми изменения. В первых 12 играх сезона 2007/2008 годов клуб набрал всего 8 очков и новым тренером стал Энрико Пиччони. Несмотря на усиление команды в январе, она по прежнему выступала неудачно и 17 марта Пиччони был уволен и в клуб вернулся Уголотти. Одержав три победы подряд, «Самбенедеттезе» сумел избежать вылета.
Перед сезоном 2008/2009 годов команду вновь возглавил тренер Пиччони. И во второй раз Пиччони не смог проработать весь сезон. Зимой из-за низких результатов его на посту главного тренера сменил Фульвио Д’Аддерио. Но результаты не сильно изменились и команду возглавил Джорджо Руминьяни, уже работавший в «Самбенедеттезе» в начале 1990-х. Итог сезона оказался плачевным. Команда вылетела в Серию C2. К тому же, клуб погряз в долгах и братья Торменти, сами испытывавшие экономические трудности, выставили его на продажу. Новых покупателей найти не удалось и «Самбенедеттезе» во второй раз лишился профессионального статуса.
Спасением клуба занялись мэр Сан-Бенедетто-дель-Тронто Джованни Гаспари и консорциум во главе с Серхио Спина. В 2009 году клуб был восстановлен как U.S. Sambenedettese 1923 компанией U.S. Sambenedettese 2009 S.S.D. A.R.L. Новым руководителям удалось договориться с Национальной любительской лигой о включении «Самбенедеттезе» в Серию D. Но руководство Итальянской федерации футбола приняла своё решение, согласившись лишь на участие команды в чемпионате региона Марко. Несмотря на проблемное начало сезона, приведшее к увольнению тренера, которого заменил кумир болельщиков Оттавио Палладини в качестве играющего тренера, команда добилась продвижения в Серию D.

### Десятые
В сезоне 2011/2012 годов «Самбенедеттезе» занял второе место и в национальном плей-офф уступил клубу из Леньяго. В следующем сезоне, 2012/2013, команда выиграла турнир группы F Серии D, но не была переведена во Второй дивизион Профессиональной лиги из-за экономических и финансовых проблем. Клуб вновь был реорганизован, изменив название на U.S. Sambenedettese 1923 S.r.l. Вследствие финансовых проблем у клуба вновь сменился владелец и он в очередной раз покинул Национальную любительскую лигу.
Летом 2013 года клуб был вновь восстановлен под названием A.S.D. Sambenedettese Calcio во главе с предпринимателем Джанни Монети. В сезоне 2013/2014 годов «Самбенедеттезе» выиграл чемпионат региона Марко, вернувшись в Серию D.
Летом 2014 года 50 % долей «Самбенедеттезе» приобрёл Маноло Буччи, бывший президент клуба «Пергокрема». Новым тренером становится Андреа Москони, обещавший победу в Серии D. После 13 туров команда занимала 3-е место. Этот результат не устроил руководство клуба и новым тренером вместо Москони стал Сильвио Паолуччи. С ним команда финишировала на 3-м месте, проиграв затем в плей-офф «Сан-Николо». В июне 2015 года Маноло Буччи покинул клуб, продав свои 50 % Джанни Монети, который был вынужден искать новых партнёров. В августе 2015 года промышленник Франко Федели выкупил контрольный пакет акций A.S.D. Sambenedettese Calcio, став новым президентом клуба. Новым тренером был выбран Лорис Беони. После удачного старта, команда проиграла две подряд домашние игры и тренера Беони сменил Оттавио Палладини.
10 апреля 2016 года, выиграв турнир в группе F Серии D с 4 дней, клуб, переименованный вS.S.D. Sambenedettese ARL, вернулся в Lega Pro, после семи лет вновь обретя профессиональный статус.
В начале сезона 2016/2017 компания, владеющая клубом, изменила название на S.S. Sambenedettese S.r.l. (P.IVA 02177180441), но в маркетинговых акциях по прежнему именуется как S.S. Sambenedettese Calcio. Сменился и главный тренер команды. Вместо Оттавио Палладини им стал Стефано Сандерра.

## Состав
| 22 | Флаг Италии | Вр  | Fabio Pegorin       | 21/05/1996 |  |  |  |  |
| 33 | Флаг Италии | Вр  | Vincenzo Aridità    | 1985       |  |  |  |  |
|    |             |     |                     |            |  |  |  |  |
| 2  | Флаг Италии | Защ | Davide Di Pasquale  | 1996       |  |  |  |  |
| 3  | Флаг Италии | Защ | Alessandro Radi     | 1982       |  |  |  |  |
| 4  | Флаг Италии | Защ | Николас Ди Филиппо  | 1993       |  |  |  |  |
| 5  | Флаг Италии | Защ | Фабрицио Грилло     | 1987       |  |  |  |  |
| 13 | Флаг Ганы   | Защ | Айзек Н'Тоу         | 1994       |  |  |  |  |
| 14 | Флаг Италии | Защ | Francesco Rapisarda | 1992       |  |  |  |  |
| 19 | Флаг Италии | Защ | Christian Tavanti   | 1995       |  |  |  |  |
| 20 | Флаг Италии | Защ | Simone Mattia       | 1996       |  |  |  |  |
| 25 | Флаг Италии | Защ | Даниэле Мори        | 1990       |  |  |  |  |
|    |             |     |                     |            |  |  |  |  |
| 6  | Флаг Италии | ПЗ  | Luca Lulli          | 1991       |  |  |  |  |

| 8  | Флаг Италии       | ПЗ  | Alessandro Sabatino       | 1981 |  |  |  |  |
| 11 | Флаг Италии       | ПЗ  | Marco Pezzotti            | 1988 |  |  |  |  |
| 18 | Флаг Италии       | ПЗ  | Kevin Candellori          | 1996 |  |  |  |  |
| 21 | Флаг Италии       | ПЗ  | Andrea Vallocchia         | 1997 |  |  |  |  |
| 24 | Флаг Чили         | ПЗ  | Adolfo Ovalle             | 1997 |  |  |  |  |
| 29 | Флаг Италии       | ПЗ  | Лорис Дамонте             | 1990 |  |  |  |  |
|    |                   |     |                           |      |  |  |  |  |
| 7  | Флаг Италии       | Нап | Leonardo Mancuso          | 1992 |  |  |  |  |
| 9  | Флаг Италии       | Нап | Lorenzo Sorrentino        | 1995 |  |  |  |  |
| 10 | Флаг Италии       | Нап | Emiliano Tortolano        | 1990 |  |  |  |  |
| 15 | Флаг Нигерии      | Нап | Kolawole Oyelola Agodirin | 1983 |  |  |  |  |
| 16 | Флаг Кот-д’Ивуара | Нап | Aurelien Doua Bi          | 1998 |  |  |  |  |
| 17 | Флаг Италии       | Нап | Alessio Di Massimo        | 1996 |  |  |  |  |

Примечание: Флаги указывают национальность игрока, как это определено в соответствии с правилами ФИФА. Игроки могут иметь более одного гражданства.
- Главный тренер — Стефано Сандерра

## Персоналии

### Главные тренеры
- 1926/1938 — …
- 1938/1939  Йожеф Жилиси
- 1939/1941  Антонио Моретти
- 1941/1943 — …
- 1945/1946  Паоло Колли
- 1946/1947  Антонио Моретти
- 1947/1950  Альфредо Нотти
- 1950/1953  Валериано Оттино
- 1952/1953  Пьетро Пазинати (21-й—34-й)
- 1953/1954  Йожеф Жилиси (1-й—15-й)
 Пьетро Пазинати (16-й—34-й)
- 1954/1955  Альфредо Нотти
- 1955/1957  Бруно Бьяджини
- 1956/1957  Фоанческо Капоказале (19-й—34-й)
- 1957/1958  Уго Аморетти
- 1958/1960  Альберто Элиани
- 1959/1960  Леандро Ремондини (27-й—38-й)
- 1960/1961  Альберто Элиани (1-й—13-й)
 Энрике Радио (14-й—38-й)
- 1961/1962  Освальдо Фаттори (1-й—12-й)
 Альберто Элиани (13-й—38-й)
- 1962/1963  Франческо Петанья (1-й—13-й)
 Дино Спиноцци (14-й—16-й)
 Пьетро Пазинати (17-й—25-й)
 Вольтурно Диоталлеви (26-й—38-й)
- 1963/1964  Марио Качальи
- 1964/1965  Пьетро Кастиньяни (1-й—?)
- 1964/1966  Альберто Элиани
- 1966/1967  Джорджо Валентинуцци (1-й—?)
 Луиджи Траини (I)[итал.] e  Спиноцци (?—34-й)
- 1967/1969  Альберто Элиани
- 1968/1969  Мауро Мари (?—38-й)
- 1969/1972  Натале Фачченда
- 1971/1973  Пьеро Персико (?—38-й)
- 1972/1976  Марино Бергамаско
- 1976/1977  Эудженио Фантини (1-й—11-й)
 Луиджи Траини (I)[итал.] и  Никола Трибуяни (12-й—38-й)
- 1977/1978  Марино Бергамаско
- 1978/1979  Никола Трибуяни (1-й—7-й)
 Лауро Тонеатто (8-й—38-й)
- 1979/1980  Пьетро Марозо (1-й—6-й)
 Марино Бергамаско (7-й—38-й)
- 1980/1983  Недо Сонетти
- 1983/1984  Роберто Клаглуна
- 1984/1985  Франческо Лигуори (1-й—22ª)
 Гуидо Маццетти (23-й—38-й)
- 1985/1986  Джампьеро Витали
- 1986/1987  Роберто Клаглуна
- 1987/1989  Анджело Доменгини
- 1988/1989  Пьеро Персико (5-й)
 Энцо Риккомини (6-й—38-й)
- 1989/1990  Маурицио Симонато (1-й—?)
 Паоло Бени (?—?)
 Бруно Пачэ (?—?)
 Кане (?—?)
 Бруно Пачэ (?—34-й)
- 1990/1992  Джорджо Руминьяни
- 1992/1993  Клаудио Тобиа (1-й—?)
 Иво Якони (?—?)
 Збигнев Бонек (?—?)
 Иво Якони (?—34-й)
- 1993/1994  Диего Ди Феличиантонио
- 1994/1995  Франческо Кименти (I)
- 1995/1997  Бруно Пиччони
- 1997/1998  Альдо Аммаццалорсо
- 1998/1999  Массимо Сильва
- 1999/2000  Джузеппе Донателли (1-й—?)
 Руджеро Каннито (?—34-й)
- 2000/2002  Джованни Мей
- 2001/2002  Энрико Николини (?—?)
 Стефано Колантуоно (?—?)
 Итало Скьяви (?—34-й)
- 2002/2003  Габриеле Матрицциани и  Колантуоно
- 2003/2004  Сауро Триллини (1-й—?)
 Сальваторе Вулло (?—34-й)
- 2004/2005  Давиде Баллардини
- 2005/2006  Джузеппе Гальдеризи (1-й—?)
 Лучано Дзеккини (?—?)
 Джузеппе Джаннини (?—?)
 Франческо Кименти (?—?)
 Луиджи Вольтатторни (?—34-й)
- 2006/2008  Гуидо Уголотти
- 2007/2009  Энрико Пиччони (13-й—34-й)
- 2008/2009  Сальво Фульвио Д'Аддерио (20-й—30-й)
 Джорджо Руминьяни (31-й—34-й и плей-офф)
- 2009/2010  Паскуале Минути (1-й—2-й)
 Оттавио Палладини[итал.] (3-й—38-й)
- 2010/2011  Оттавио Палладини[итал.] (1-й—3-й)
 Луиджи Бокколини (4-й—26-й)
 Оттавио Палладини[итал.] (27-й—38-й)
- 2011/2013  Оттавио Палладини[итал.]
- 2013/2015  Андреа Москони
- 2014/2015  Сильвио Паолуччи (14-й—34-й)
- 2015/2016  Лорис Беони (1-й—8-й)
 Оттавио Палладини[итал.] (9-й—34-й)
- 2016/2017  Оттавио Палладини[итал.] (1-й—20-й)
 Стефано Сандерра[итал.] (21-й—)

### Президенты
- 1926—1929  Людовико Джованнетти
- 1929—1938 — …
- 1938—1939  Флавио Панфили
- 1939—1940  Эмидио Костантини Бранкадоро
- 1940—1941  Карло Джиорджини
- 1941—1948 — …
- 1948—1965  Доменико Ронкароло
- 1965—1966  Доменико Ронкароло
- 1966—1968  Альберто Гаэтани
- 1968—1973  Сильвано Ди Лоренцо
- 1973  Пьетро Гуиди Масси
- 1973—1975  Никола Д'Исидори
- 1975—1981  Ардуино Кайони
- 1981—1990  Ферруччо Дзоболетти
- 1990—1992  Антонио Вентурато
- 1992—1994  Валентино Вентурато
- 1994—1995  Наццарено Торквати
- 1995—1996  Рокко Санникандро
- 1996—1999  Джанкарло Аманте
- 1999—2001  Риккардо Гауччи
- 2001—2003  Элизабетта Туллиани
- 2003—2004  Марио Бьянки
- 2004—2006  Умберто Мастелларини
- 2006—2009  Джованни Томенти
- 2009—2013  Серджио Спина
- 2013—2015  Джанни Монет
- 2015—н. в.  Франко Федели

## Стадион
Долгое время «Самбенедеттезе» проводил домашние матчи на стадион «Братья Балларин» (итал. Fratelli Ballarin). Пожар, произошедший на этой арене в 1981 году и унёсший жизни двух человек, заставил клуб озаботиться строительством нового, современного и более безопасного стадиона. Новая арена, получившая название «Ривьера делле Пальме», открылась 13 августа 1985 года товарищеским матчом против «Милана». Строительство обошлось в 10,26 миллиарда итальянских лир. Вместимость составляла около 25 тысяч зрителей с возможностью расширения в дальнейшем. Позднее вместимость стадиона была уменьшена в соответствии с ужесточившимися требованиями безопасности. В 2010 и 2014 года стадион реконструировали.
На данный момент стадион принадлежит муниципалитету и способен вместить 13 708 зрителей. На крыше стадиона располагается фотоэлектрическая система электроснабжения, полностью обеспечивающая арену электричеством.
В 1985 году стадион использовали для съёмок фильма «Два игрока без мяча». В 2013 году сайт Calcioweb включил «Ривьера делле Пальме» в список самых красивых стадионов Италии.
Посещаемость домашних игр «Самбенедеттезе» в 2000-х годах колебалась от 2367 (сезон 2008/2009) до 5826 (сезон 2002/2003) зрителей. Рекордное количество зрителей было зарегистрировано 11 августа 1997 года на товарищеской игре «Ювентус» — «Бавария»: около 23 000 человек.

## Достижения
Национальные соревнования:
- Кубок Италии Серии C: выигрыш (1991/1992)

Межрегиональные соревнования:
- Серия C: 1-е место (1955/1956)
- Серия C (Группа B): 1-е место (1973/1974)
- Серия C1 (Группа B): 1-е место (1980/1981)
- Серия D (группа F): 1-е место (2000/2001, 2012/2013, 2015/2016)

Юношеские соревнования:
- Национальный молодёжный чемпионат (до 20 лет): 1-е место (1998/1999)
- Национальный юношеский чемпионат (до 17 лет): 1-е место (2005/2006)
- Региональный юношеский чемпионат (до 17 лет): 1-е место (2012/2013, 2014/2015)
- Региональный юниорский чемпионат (до 15 лет): 1-е место (2010/2011, 2014/2015)

## Чемпионаты
| Уровень | Категория                           | Участие | Первый сезон | Последний сезон | Всего |
| ------- | ----------------------------------- | ------- | ------------ | --------------- | ----- |
| 2-й     | Серия B                             | 21      | 1956/1957    | 1988/1989       | 21    |
| 3-й     | Первый дивизион                     | 2       | 1932/1933    | 1933/1934       | 40    |
| 3-й     | Серия C                             | 25      | 1938/1939    | 1973/1974       | 40    |
| 3-й     | Серия C1                            | 11      | 1980/1981    | 2007/2008       | 40    |
| 3-й     | Высший дивизион Лега Про            | 1       | 2008/2009    | 2008/2009       | 40    |
| 3-й     | Лега Про                            | 1       | 2016/2017    | 2016/2017       | 40    |
| 4-й     | Серия C2                            | 2       | 1990/1991    | 2001/2002       | 4     |
| 4-й     | Серия D                             | 2       | 2014/2015    | 2015/2016       | 4     |
| 5-й     | Национальный любительский чемпионат | 4       | 1995/1996    | 1998/1999       | 9     |
| 5-й     | Серия D                             | 5       | 1999/2000    | 2012/2013       | 9     |

За свою историю «Самбенедеттезе» отыграл 61 сезон на национальном уровне, не учитывая участия в региональных чемпионатах. Клуб не принимал участия в официальных соревнованиях в сезонах 1929/1930 и 1935/1936 годов. В 1994, 2009 и 2013 годах, «Самбенедеттезе» играл в высшем дивизионе чемпионата региона Марко, в котором также участвовал до 1932 года.

## Цвета
Цвета команды — красный и синий.

## Соперник
Традиционно основным соперником «Самбенедеттезе» считается ФК «Асколи Пиккьо» из города Асколи-Пичено. Оба клуба находятся в городах одной и той же провинции — Асколи-Пичено.